# Pillangóúszás

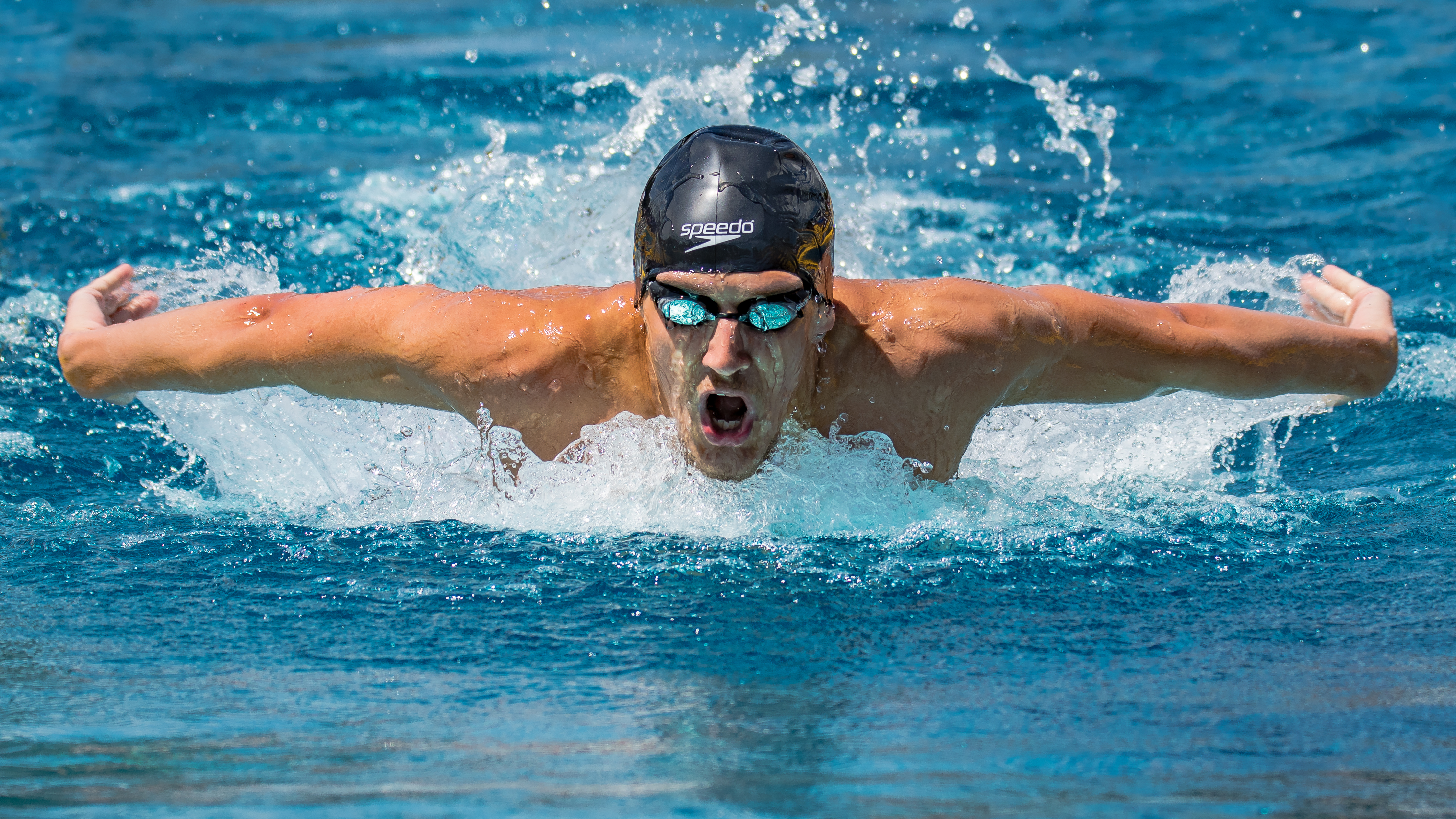
Pillangóúszó szemből, Enns, 2017

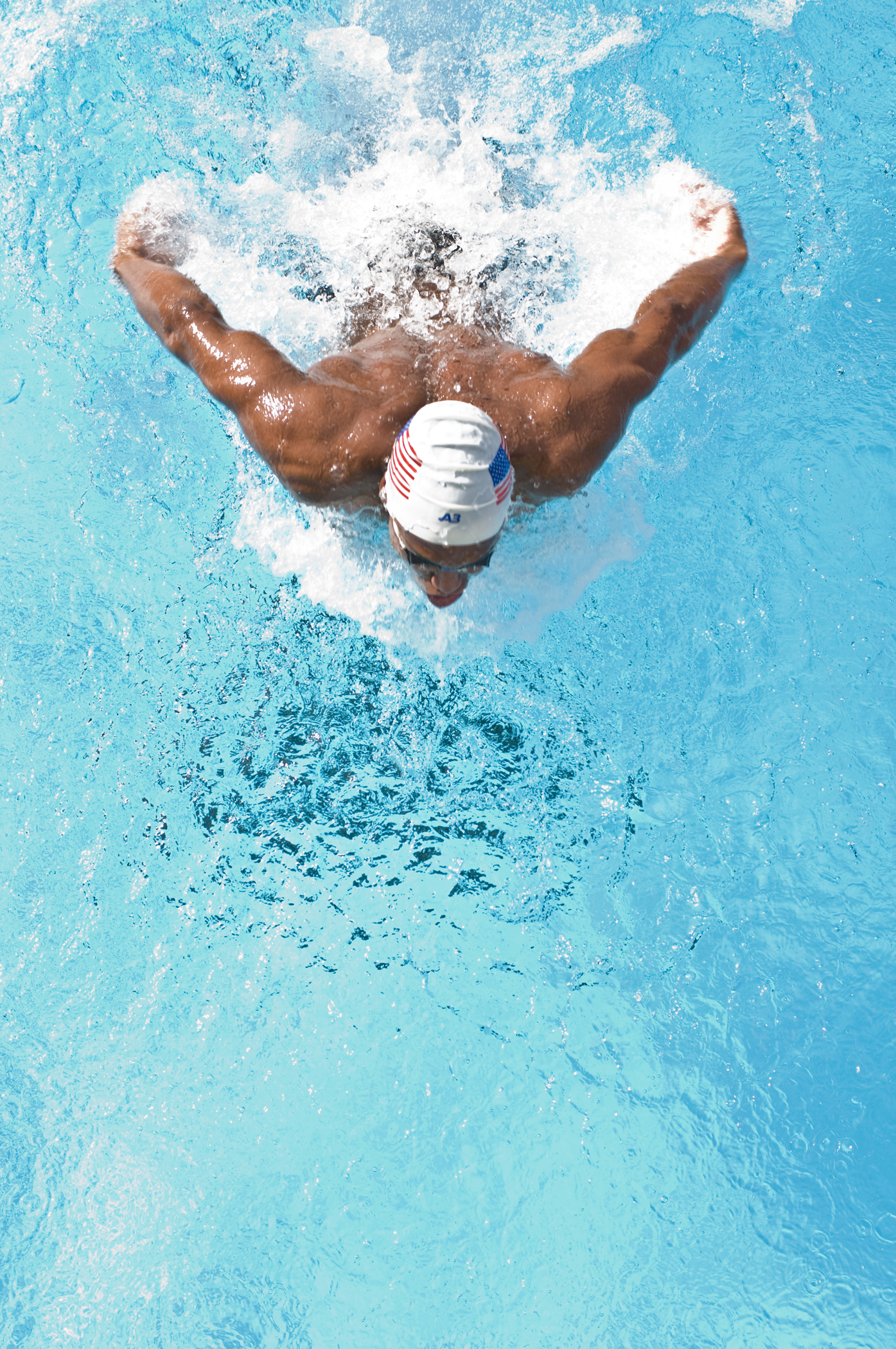
Pillangóúszó felülről

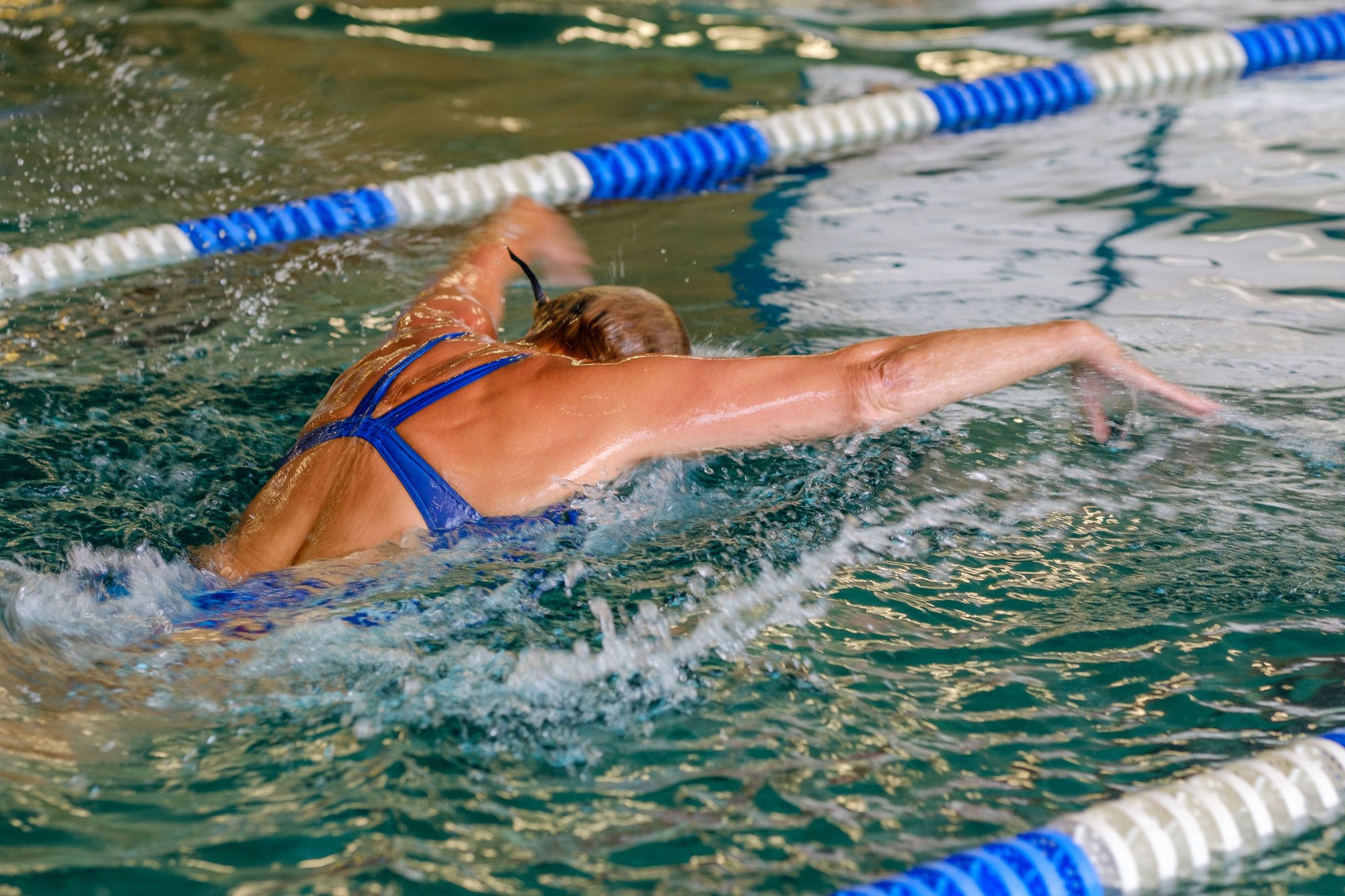
Pillangóúszó oldalról

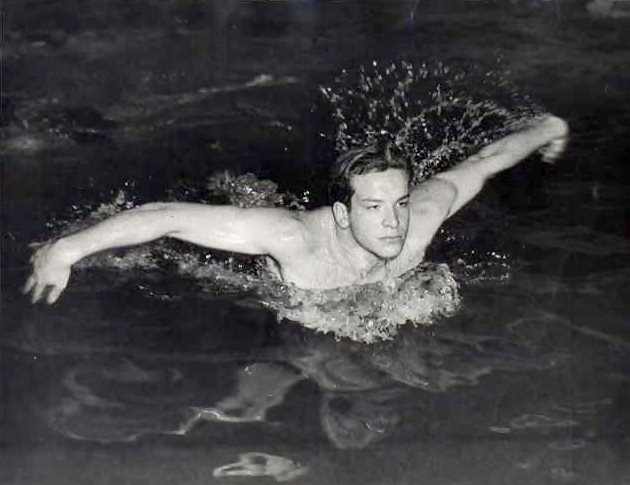
Carlo Pedersoli, a későbbi Bud Spencer, 1950-ben

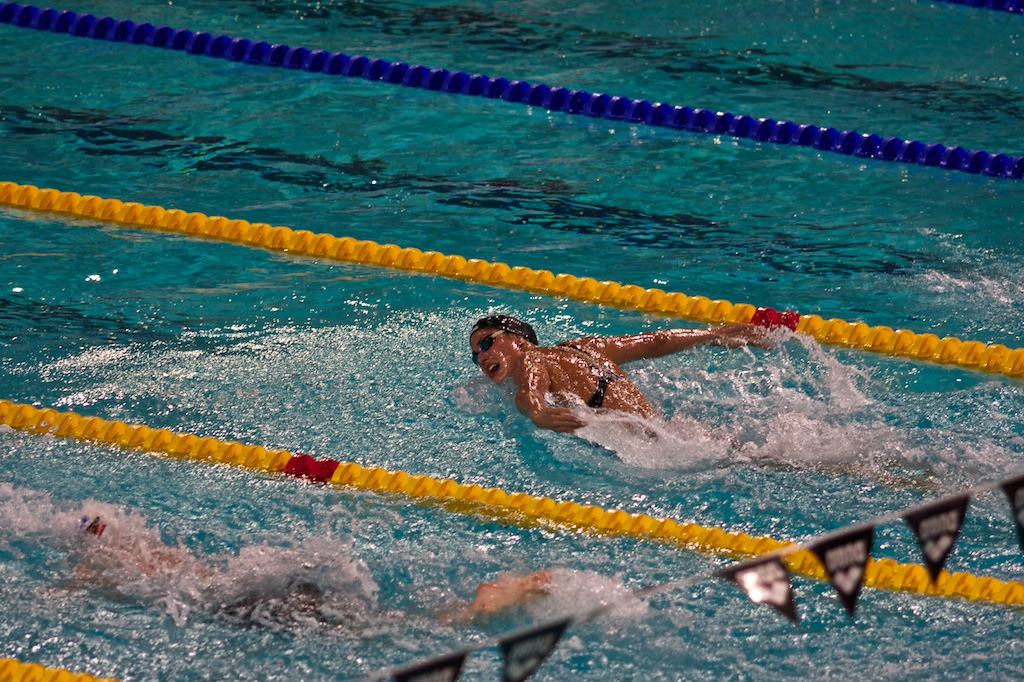
Jakabos Zsuzsanna 2010-ben

A pillangóúszás a mellúszás továbbfejlesztéséből kialakult úszásmód. Ez a legújabb versenyúszás, először 1933-ban szerepelt versenyen.

## Leírása
Az úszó nem a víz felszínén vagy a víz alatt viszi előre karjait, hanem a víz felett egyszerre csapja előre. Lényegesen gyorsabb a klasszikus mellúszásnál – a Nemzeti Úszószövetség önálló versenyszámmá nyilvánította, és 1956-ban már szerepelt az olimpiai férfi és női úszóversenyek programjában. A pillangóúszással kapcsolatban alakult ki a delfin lábütem, amelynek lényege, hogy mindkét lábbal a víz alatt egyszerre végezzük a fel- és lefelé irányuló mozgást.

A kartempó szemből
A teljes mozgássor felülről
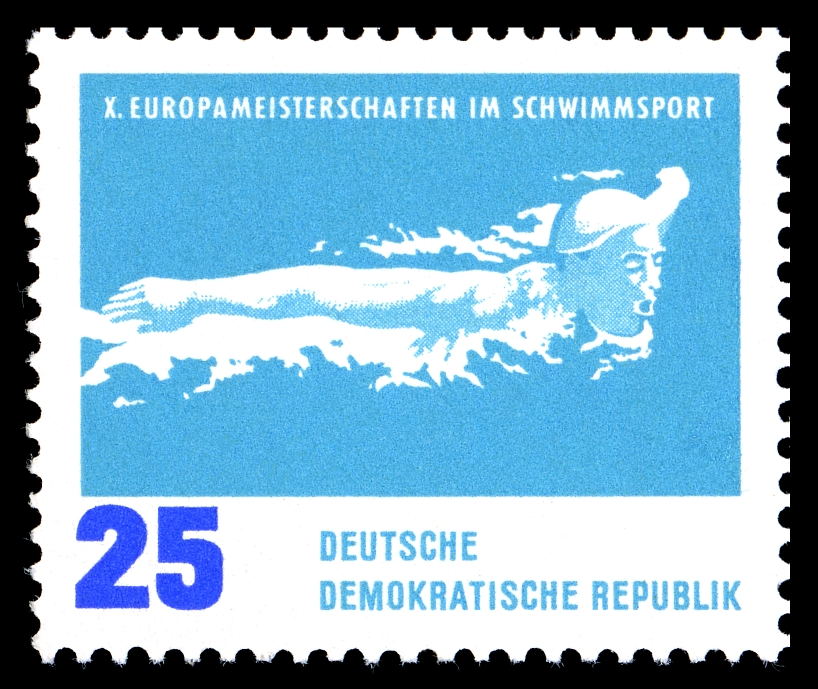
1962-es NDK-s postabélyeg

A pillangólöket nagyobb csúcssebességgel büszkélkedhet, mint az elülső kúszás, a karok és lábak egyidejű húzása/tolása által generált szinkron hajtásnak köszönhetően. A regeneratív szakaszban tapasztalható jelentős sebességcsökkenés miatt azonban kissé lassabb, mint az elülső kúszás, különösen nagy távolságokon. Ezenkívül a pillangóúszás más szintű fizikai erőfeszítést igényel, ami hozzájárul a lassabb általános tempójához, mint az elülső kúszásé.
A mellúszás, a hátúszás és az elülső kúszás mind könnyen úszható, még akkor is, ha az úszó technikája nem a legjobb. A pillangó azonban kíméletlen a stílushibákkal szemben; nagyon nehéz nyers erővel legyőzni egy rossz pillangótechnikát. Sok úszó és edző ezt tartja a legnehezebb úszási stílusnak. A kezdő úszók küzdenek a víz feletti szinkron helyreállítással, különösen a légzés beépítésekor. Ehhez mindkét kart, a fejet, a vállakat és a mellkas egy részét ki kell emelni a vízből. Megfelelő technikával azonban folyékony és gyors lesz. A hatékony technika kidolgozása után sima, gyors ciklikus mozgássá válik.
A Nemzetközi Úszó Hírességek Csarnoka az ausztrál Sydney Cavillt tartja számon a pillangóúszás ötletgazdájaként. Cavill (1881–1945), Frederick Cavill „úszóprofesszor” fia 16 évesen 220 yardos amatőr bajnok volt Ausztráliában. Híres testvéreit követte Amerikába, és neves úszókat tanított a San Franciscó-i Olimpiai Klubban.
1933 végén Henry Myers pillangózott a Brooklyn Central YMCA versenyen. David Armbruster, az Iowai Egyetem úszóedzője a mellúszást kutatta, különös tekintettel a víz alatti felépülésből adódó húzási problémára. 1934-ben Armbruster kialakított egy módszert a karok előrehozására a víz felett mellúszás során. Ezt a stílust „pillangónak” nevezte. Bár a pillangó nehéz volt, nagy sebességjavulást hozott. Egy évvel később, 1935-ben Jack Sieg, szintén az Iowai Egyetem úszója kifejlesztett egy rúgástechnikát, amelyben az oldalán úszott és a lábait egyszerre, hasonlóan a halfarkhoz csapta, majd módosította a technikát, hogy arccal lefelé ússzon. Ezt a stílust „Dolphin fishtail kick”-nek nevezte. Armbruster és Sieg gyorsan rájött, hogy ezeknek a technikáknak a kombinálásával egy nagyon gyors úszásstílus jött létre, amely pillangócsapásokból áll, ciklusonként két delfinrúgással. Richard Rhodes azt állítja, hogy Volney Wilson haltanulmányozása után találta fel a „delfint”, és ezzel megnyerte az 1938-as amerikai olimpiai próbát, amiért akkor még kizárták.
Ez az új stílus lényegesen gyorsabb volt, mint a hagyományos mellúszás. Ezzel a technikával Jack Sieg 100 yardot úszott 1:00,2 alatt. A delfin halfarokcsapása azonban megsértette a FINA által meghatározott mellúszási szabályokat, ezért nem engedélyezték. Az 1936-os berlini nyári olimpiai játékokon néhány úszó mellúszásos pillangótempókat használt a mellúszóversenyeken. 1938-ban szinte minden mellúszó ezt a pillangóstílust használta. Ezt a tempót azonban 1952-ig a mellúszás egyik változatának tekintették, amikor is a FINA külön stílusként, saját szabályrendszerrel fogadta el. Az 1956-os melbourne-i volt az első olyan olimpia, ahol a pillangó külön versenyszámban úszott, 100 métert (a nők) és 200 métert (a férfiak).

## Technikája
A delfinrúgással végzett pillangótechnika szinkron karmozgásból és szinkron lábcsapásból áll. A jó technika kulcsfontosságú e stílus hatékonyságához. A hullámszerű testmozgás a propulzió létrehozásában is nagyon jelentős, hiszen ez a záloga a könnyű szinkron víz feletti regenerációnak és a lélegzetvételnek.
Az úszó a rajtnál arccal lefelé áll, karja előre, lábai hátra vannak nyújtva.

## A karok mozgása
A pillangóúszás három fő részből áll, a húzásból, a lökésből és a felépülésből. Ezeket is tovább lehet bontani. A karmozgás a mellúszáshoz nagyon hasonlóan indul a kezdeti helyzetből. Kezdetben a kezek kissé lesüllyednek tenyérrel kifelé, váll szélességében pedig kissé lefelé, majd a kezek kimozdulnak, hogy Y-t hozzunk létre. Ezt nevezzük vízfogásnak. A húzómozgás félkört követ, a könyök a kéznél magasabban, a kéz pedig a test közepe felé és lefelé mutat, így kialakul a hagyományosan tanított „kulcslyuk”.
A húzás hátrafelé löki a tenyeret a vízben, a test alatt kezdődik és a test oldalán ér véget. Az úszó a karjait csak 1/3-ig nyomja csípőig, ami megkönnyíti a felépülésbe való belépést, és lerövidíti a felépülést és a légzési ablakot. A mozgás növeli a sebességet a húzó-toló fázisban mindaddig, amíg a kéz a leggyorsabb lesz a lökés végén. Ezt a lépést felszabadításnak nevezik, és kulcsfontosságú a helyreállításhoz. A lökés végén a sebességet a felépülés elősegítésére használják.
A felépülés során a karokat oldalra lendítik a víz felszínén előre, a könyökök egyenesek. A karokat a víz alatti mozgás végétől előre kell lendíteni; a tricepsz kiterjesztése a pillangórúgással kombinálva lehetővé teszi a kar gyors és laza előremozdítását. Az elülső kúszás helyreállításával ellentétben a kar helyreállítása egy ballisztikus lövés, amely lehetővé teszi a gravitáció legyőzését és a lendület elvégzését. Az egyetlen módja annak, hogy a karokat és a vállakat kiemeljük a vízből, a csípő leejtésével. Ezért a felépülés, legalábbis a karok felgyorsítása semmiképpen sem enyhül. Fontos, hogy ne lépjünk túl korán a vízbe, mert ez extra ellenállást generálna, amikor a karok az úszás irányával szemben haladnak előre. Hosszabb távon azonban ezt nem könnyű elkerülni, sokkal fontosabb, hogy ne ejtse le a csípőt. Az elülső kúszásnál megfigyelthez hasonló magas könyök-visszanyerés károsnak bizonyulna a pillangózás hatékonyságára az ebből eredő hullámzások és a tricepsz nyújtása által generált lendület csökkenése miatt. A váll mozgásának korlátai az emberi testben valószínűtlenné teszik az ilyen mozgást. A mutatók keskeny V-alakban lépjenek be a vízbe (11 és 1 óránál, ha úgy nézzük, mint egy óra számlapját), úgy, hogy a hüvelykujj lép be először, és a kisujj utoljára.
A karok úgy lépnek be a vízbe, hogy a hüvelykujj vállszélességében előre halad. A szélesebb belépés a következő húzási fázisban elveszíti a lendületet, és ha a kezek összeérnek, az energiát pazarol. A ciklus megismétlődik a húzási fázissal. Néhány úszó azonban szívesebben érinti elöl a vízfelszínt, mivel ez segíti őket a vízfogásban. Amíg ezt a műveletet hatékonyan tudják végrehajtani, nem éri őket hátrány.

## A lábak mozgása
A lábak különböző izmok segítségével mozognak együtt. A vállak erős fel és közepesen le rúgással emelkednek, majd erős le és fel rúgással lejjebb ereszkednek. Folyamatos hullámzás köti össze a mozgást.
A lábak egymáshoz vannak nyomva, hogy elkerüljék a víznyomás elvesztését. A lábak természetesen lefelé mutatnak, lefelé lökést adnak, felfelé haladnak a lábfejen, és lenyomják a fejet.
A versenypillangózás szabályai nem írják elő, hogy egy úszó meghatározott számú impulzust hajtson végre pillangón – annyit vagy keveset rúghat, amennyit akar. Míg a versenyszabályok lehetővé teszik ezt a választást, a pillangóúszás jellemző módja a két rúgás.
Mivel a pillangó a mellúszás egyik változataként jött létre, egyes úszók mellúszással vagy ostorrúgással hajtották végre. Míg a mellúszást 1953-ban elválasztották a pillangóúszástól, a pillangós mellúszást hivatalosan csak 2001-ben tiltották be. Azonban több Masters-úszó is felháborodott a változás miatt, mivel azok abból az időből származtak, amikor a pillangózó általában mellúszással úszott. A FINA ezután megállapodott abban, hogy engedélyezi a mellúszást a Masters úszásban. Ha van lehetőség, a legtöbb úszó delfinrúgást használ. Azonban még mindig van egy kisebbség, akik a mellúszást részesítik előnyben szabadidős úszásnál, sőt versenyzésnél is.

## Lélegzetvétel
Csak egy rövid ablak van a pillangózó lélegzetvételére. Ha ez az ablak kimarad, az úszás nagyon nehézzé válik. Optimális esetben a pillangóúszó szinkronizálja a levegővételt a test hullámzásával, hogy leegyszerűsítse a légzési folyamatot; ennek jó elvégzéséhez némi odafigyelést igényel a pillangóütés technikája. A légzési folyamat az ütés víz alatti „prés” része alatt kezdődik. A test természetesen felemelkedik a víz felszíne felé, ahogy a kezek és az alkarok a mellkas alatt mozognak. Az úszó felemelheti a fejét, hogy minimális erőfeszítéssel teljesen áttörje a felszínt. Az úszó a száján keresztül lélegzik be. A fej visszamegy a vízbe, miután a karok kijönnek a vízből, miközben előrelendülnek a felszínen. Ha a fej túl sokáig marad kint, a légzés akadályozva van.
Általában az úszók minden második csapásnál vesznek levegőt, ami hosszú távon is megtartható. Gyakran a minden karcsapásra belélegzés lelassítja az úszót. (Bizonyos szinten a belégzéses tempó ugyanolyan gyorssá válik, mint a nem lélegző; ezért a nagy tapasztalattal rendelkező versenyzők, például Michael Phelps, minden ütést fellélegezhet.) Az elit úszók a légzési intervallumokat gyakorolják, például a „kettő fel, egy le” megközelítést. Két egymást követő kartempon keresztül lélegzik, majd a következő löketnél a fejüket a vízben tartják a könnyebb légzés érdekében. A jó tüdőkapacitású úszók minden 3. tempónál vehetnek levegőt a célba előtti sprintek során. Egyes úszók akár egy teljes versenyen keresztül is benntarthatják a lélegzetüket (feltéve, hogy az rövid). A legjobb eredmények eléréséhez fontos, hogy levegővételkor lefelé tartsuk a fejünket. Ha az úszó túl magasra emeli a fejét, csípője gyakran leesik, ami légellenállást okoz, ezáltal lelassítja a haladást. Minél közelebb van valakinek a feje a vízhez; annál jobban megközelíti az úszók által általánosan használt technikát.

## A test mozgása
A törzsizmok megfelelő kihasználása a precíz időzítéssel és a folyamatos testmozgással együtt nagyban megkönnyíti a pillangóúszás végrehajtását. A test hullámszerűen mozog, a mag irányítja, és ahogy a mellkast lenyomják, a csípő felemelkedik, a hátsó rész pedig megtöri a vízfelszínt, és folyadékrúgásba megy át. A tolófázis során a mellkas felfelé emelkedik, és a csípő a legalacsonyabb pozícióban van. Ebben a stílusban a ciklus második impulzusa erősebb, mint az első, mivel a második jobban szinkronban van a testmozgással.
Bár a pillangó nagyon kompatibilis a merüléssel, a hullámellenállás ebből eredő csökkenése nem vezet általános légellenállás-csökkenéshez. A pillangózás modern stílusában az ember csak egy kis függőleges mozgást végez a testével.

## Rajt
A pillangóúszás a szokásos rajtot használja, amely után egy siklási fázis következik a víz alatt, majd delfinrúgások következnek. A víz alatti siklás csökkenti a felszínre törő ellenállást, és nagyon gazdaságos. A szabályok 15 méteres víz alatti siklást tesznek lehetővé, mielőtt a fej áttörné a felszínt, és megkezdődne a folyamatos úszás.

## Forduló és befejezés
Az úszó mindkét kezének egyszerre kell érintenie a falat a fordulókban és a célban, miközben arccal lefelé fordulva marad, s enyhén behajlítja mindkét könyökét. Ez lehetővé teszik számára, hogy eltolja magát a faltól, és oldalra forduljon. Az egyik kéz elhagyja a falat, hogy előre mozgassa a víz alatt. Ugyanakkor a lábakat közelebb húzzuk, és a test alatt a fal felé mozgatjuk. A használt kéz elhagyja a falat, hogy víz felett előre mozgassa. Általában „fel/le” vagy „nyitott fordulónak” nevezik. A lábak érintik a falat, a kezek pedig elöl vannak. Az úszó a víz alá süllyed, és a mellén fekszik, vagy majdnem. Ezután lefelé lökődik a falról, miközben a kezeit előrefelé tartva áramvonalas helyzetben van. Mint pl. a rajtnál 15 m-re úszhat a víz alatt, mielőtt a feje áttörné a felszínt A legtöbb úszó delfinrúgással indít a kezdeti siklási fázis után.
A cél megköveteli, hogy az úszó mindkét kezével egyszerre érintse meg a falat ugyanabban a vízszintes síkban. Ez célszerűen bukófordulóval kivitelezhető.

## Stílusok
A pillangóúszásnak négy stílusa van.
Két fő stílusa manapság a következő: „kar felhúzása delfinrúgással egyidejűleg” és „kar lehúzása delfinrúgással egyidejűleg”.
„Kar felhúzása delfinrúgással egyidejűleg”: Miután a fej a víz alá bukik, mindkét kar a víz alá kerül, de még mindig magasabban van, mint a fej. Az első delfinrúgás után azonnal húzza mindkét karját lefelé. Húzás közben a karok és a lábak ellazulnak, a térd és a derék pedig enyhén hajlítva előkészíti a delfinrúgást. Miután a karok hátralökték a vizet, egyidejűleg húzza fel a karokat egy delfinrúgással. Ebben a stílusban a fordulópont a lebukástól a lebegésig a lefelé irányuló karmozgás idején van.
„Kar lehúzása delfinrúgással egyidejűleg”: Miután a fej a víz alá bukik, mindkét kar szintén a víz alá kerül, amíg a fej lent van. Az első delfinrúgás után lazán emelje fel mindkét karját, közben hajlítsa be mindkét térdét és derekát, hogy a test visszakerüljön a felszínre, és készítsen elő egy delfinrúgást. Húzza le mindkét karját, miközben végrehajtja a delfinrúgást. Ezt követően azonnal nyomja vissza a vizet. Ebben a stílusban a lebukástól a lebegésig fordulópont a derékhajlítás idején van.
A pillangóúszás két további stílusa hasonló a fenti két stílushoz, de nincs „második” delfinrúgás. Ez lehetővé teszi az úszó számára, hogy energiát takarítson meg és lazább legyen.

## A FINA pillangószabályai
SW 8.1 A rajt utáni első karcsapás kezdetétől és minden forduló után a testet a mellel lefelé kell tartani. Víz alatti oldalrúgás megengedett. Soha nem szabad a hátára fordulni.
SW 8.2 Mindkét kart együtt kell előre vinni a víz felett, és egyidejűleg hátra kell hozni a verseny során, az SW 8.5 szerint.
SW 8.3 A lábak minden fel és le mozgásának egyidejűnek kell lennie. A lábaknak nem kell egy szinten lenniük, de nem váltakozhatnak. A mellúszás rúgó mozgása nem megengedett.
SW 8.4 Mindkét kezének egyszerre kell érintenie a falat a verseny minden fordulójában és a célbaéréskor, akár a víz felszíne felett, akár alatta.
SW 8.5 A rajtnál és a fordulóban az úszó egy vagy több rúgást és egy karhúzást engedélyez a víz alatt, mielőtt a felszínre hozza őket. Megengedett, hogy az úszó a rajt után és minden forduló után 15 méternél hosszabb ideig teljesen víz alá kerüljön. Addigra a fej biztosan áttörte a felületet. Az úszónak a felszínen kell maradnia a következő fordulóig vagy a célig.

## Fordítás
- Ez a szócikk részben vagy egészben  a   Butterfly stroke című angol Wikipédia-szócikk ezen változatának fordításán alapul.  Az eredeti cikk szerkesztőit annak laptörténete sorolja fel. Ez a jelzés csupán a megfogalmazás eredetét és a szerzői jogokat jelzi, nem szolgál a cikkben szereplő információk forrásmegjelöléseként.